# Имброс (дем Сфакия)
Вижте пояснителната страница за други значения на Имброс.
Имброс или Нимброс (на гръцки: Ίμπρος, Νίμπρος) е село в Република Гърция, разположено на остров Крит. Селото е част от дем Сфакия и има население от 51 души.

## Личности
Родени в Имброс
- Емануил Манусоянакис (1853 – 1916), гръцки офицер